# Вулвертон (город, Миннесота)
Вулвертон (англ. Wolverton) — город в округе Уилкин, штат Миннесота, США. На площади 0,7 км² (0,7 км² — суша, водоёмов нет), согласно переписи 2002 года, проживают 122 человека. Плотность населения составляет 165,8 чел./км².
- Телефонный код города — 218
- Почтовый индекс — 56594
- FIPS-код города — 27-71392[1]
- GNIS-идентификатор — 0654328[2]